# Christian Friedrich Schwägrichen
Christian Friedrich Schwägrichen (Leipzig, 16 de setembro de 1775 — Leipzig, 2 de maio de 1853) foi um botânico que se notabilizou no campo da briologia.

## Biografia
Em 1799 obteve o grau de doutor em Medicina na Universidade de Leipzig, onde veio mais tarde a ocupar o cargo de professor associado de História Natural (1803–1815) de professor catedrático da mesma disciplina (1815–1852). Acumulou o cargo como de professor associado de Botânica (1807–1852) em Leipzig.
No período anterior a 1837, foi director do Jardim Botânico de Leipzig, cargo em que foi sucedido por Gustav Kunze, um especialista no campo da pteridologia. Schwägrichen faleceu a 2 de maio de 1853 em resultado de uma queda num lanço de escadas.
Schwägrichen é a autoridade taxonómica das famílias de briófitos Polytrichaceae e Funariaceae. The genus Schwaegrichenia is named in his honor.

## Obras publicadas
Entre outras, é autor das seguintes obras:
- "Topographiae botanicae et entomologicae Lipsiensis", four volumes, (1799-1806).
- "Joannis Hedwig...species muscorum frondosorum descriptae et tabulis aeneis lxxvii coloratis illustratae /opus posthumum, editum a Friderico Schwaegrichen". Lipsiae (Leipzig) : sumtu J. A. Barthii ; Parisiis, A. Koenig, 1801. (as editor, main author Johann Hedwig).[6]
  - "Catalogue of the Hedwig-Schwägrichen Herbarium (G)". by Michelle J Price, (2005).[7]
- Leitfaden zum Unterrichte in der Naturgeschichte für Schulen, two volumes, (1803) - Guide towards the teaching of natural history in schools.
- Anleitung zum Studium der Botanik, Leipzig (1806) - Guide to studies of botany.
- "Historiae muscorum hepaticorum prodromus", Leipzig (1814).[1]